# Der vollendete Faust oder Romanien in Jauer
Der vollendete Faust oder Romanien in Jauer (1836) ist ein deutschsprachiges, satirisches Theaterstück des dänischen Schriftstellers Jens Immanuel Baggesen.

## Entstehung
Das Stück entstand während des ersten Jahrzehnts des 19. Jahrhunderts, wurde aber erst 1836 im Rahmen der von Baggesens Söhnen veröffentlichten deutschen Werkausgabe posthum veröffentlicht.

## Inhalt und Aufbau
Das Stück besteht aus zwei Teilen und spielt auf zwei Ebenen: Zu Beginn trifft die Elite von Politik, Militär, Literatur, Philosophie und Wissenschaft des Staates Romanien in einem Wirtshaus in Jauer aufeinander. Alle sind voller Unruhe, da eine Entscheidungsschlacht gegen die das Land erobernden Vandalen ansteht. Doch lässt man sich dadurch nicht in seinen Vergnügungen stören. Da das Wirtshaus zu klein ist, beschließt man, im städtischen Tollhaus, einem Schloss, zu speisen und hat das Glück, dass dort eine Aufführung des von den Insassen selbst geschriebenen Stückes "Der vollendete Faust" ansteht. Hier handelt es sich also um ein Stück im Stück, dessen Aufführung dann immer wieder von den Anwesenden kommentiert wird. Von einer einheitlichen, chronologischen Handlung kann nicht die Rede sein, umso mehr als die Schauspieler des Faust-Stückes immer wieder aus der Rolle fallen.

## Satire
Das Stück ist eine vielfache Satire. Zunächst ist es eine auf Goethes-Faust-Fragmente. Dann verstecken sich hinter einigen Figuren explizit reale Vorbilder: Johann Wolfgang von Goethe, Johann Gottlieb Fichte, Jean Paul, Madame de Stael, Christoph Martin Wieland. Doch ist der Spott hier sehr begrenzt. Mit den Irrenhausinsassen allerdings sind die Romantiker und die Vertreter vom Sturm und Drang mit ihrem Genie-Kult gemeint. An ihnen lässt Baggesen kein gutes Haar. Und nicht zuletzt zeigt Baggesen, wie die Verantwortlichen des Heiligen Römischen Reichs deutscher Nation angesichts der Bedrohung durch Napoleon und seine Truppen kläglich versagten und vernichtende militärische Niederlagen einstecken mussten.

## Rezeption
Eine größere direkte Rezeption konnte wegen der posthumen Veröffentlichung nicht stattfinden, doch Baggesen hatte im privaten Kreis immer wieder aus dem Stück vorgelesen. Es ist möglich, dass eine Veröffentlichung des ganzen Stückes beim Verleger Cotta aus Rücksicht auf Goethe nicht stattfand. Später nahm die Literaturwissenschaft sich des Stückes an. Und auch wenn viele der Anspielungen auf Baggesens Gegenwart heute nicht mehr verstanden werden, so bleibt doch die Tatsache, dass es ein Stück voller sprachlicher Kraft und satirischer Schärfe ist, das auch heute noch der Kritik standhält. Versuche, allen Figuren des Stückes eine reale Person zuzuordnen, sind eher spekulativ im Sande verlaufen.

## Ausgaben
- Der vollendete Faust oder Romanien in Jauer. In: Jens Baggesens poetische Werke in deutscher Sprache. Dritter Teil. 1836.
- Der vollendete Faust oder Romanien in Jauer. Lang 1985. Herausgegeben von Leif Ludwig Albertsen. (Reprint der Werkausgabe von 1836). ISBN 3-261-04033-5.
- Der vollendete Faust oder Romanien in Jauer. BoD 2012. Herausgegeben von Martin Abraham. (Sprachlich modernisierte Fassung). ISBN 978-3-8482-0520-2